# Kourouma (département)
Pour les articles homonymes, voir Kourouma.

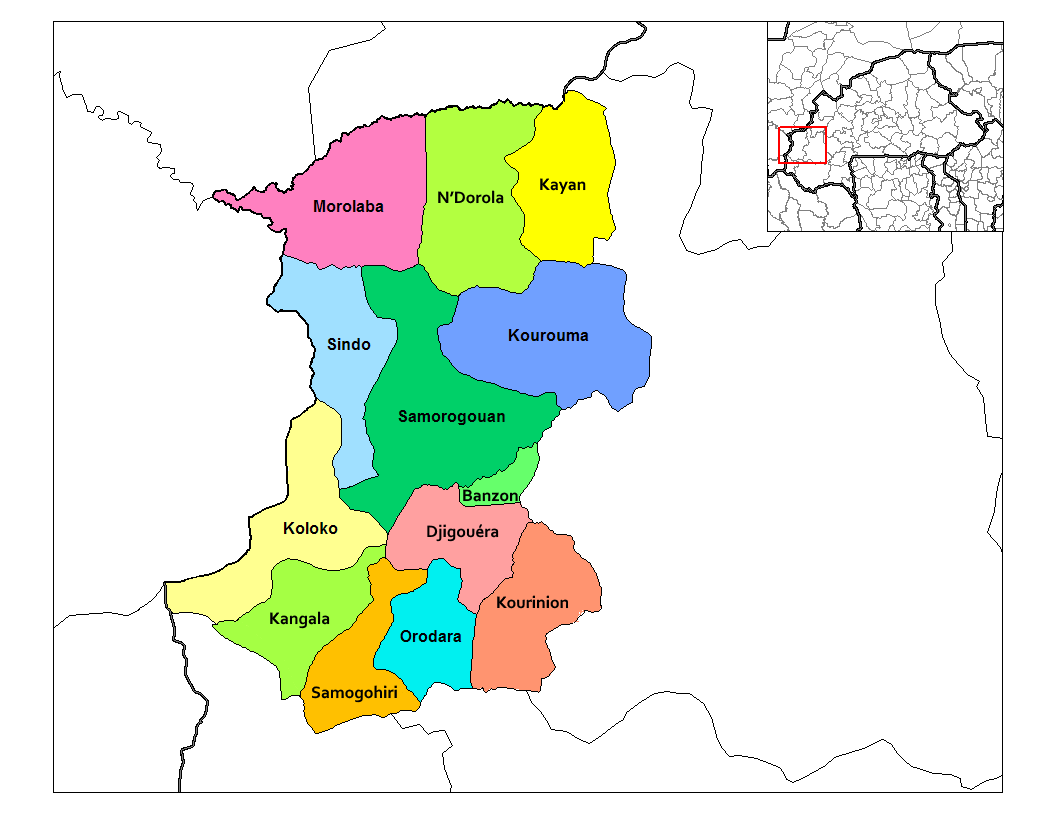
Localisation de la province de Kénédougou

Kourouma est un département du Burkina Faso située dans la province du Kénédougou et dans la région des Hauts-Bassins.
En 2006, le dernier recensement comptabilise 33 837 habitants.

## Villages
Le département se compose de :
- Djigouéra
- Doumbourla
- Fara
- Faranga
- Foulasso
- Gnignana
- Guiguiéma
- Kabala
- Katafona
- Kourouma, chef-lieu
- Kokoro
- Sabou
- Sadina
- Sougouma
- Zamakologo